# Ugo Betti

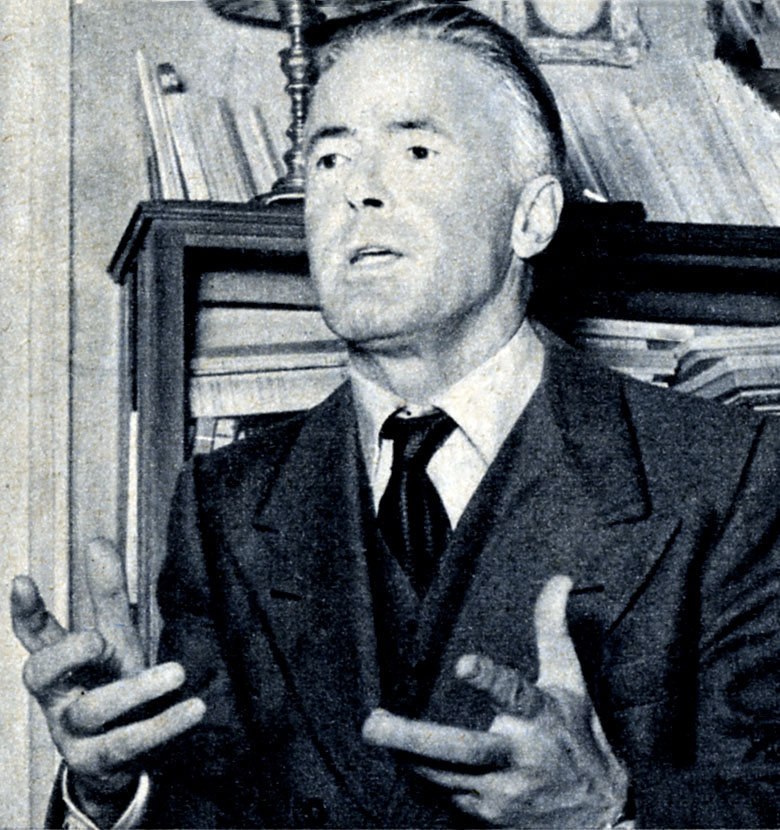
Ugo Betti

Ugo Betti, född den 4 februari 1892 i Camerino, död den 9 juni 1953 i Rom, var en italiensk dramatiker och domare.

## Biografi
Inspirerad av sin äldre bror  Emilio, som var jurist, började Betti studera juridik i Parma men avbröt sina studier för att delta i Första världskriget. Han blev tillfångatagen efter slaget vid Caporetto och hölls som krigsfånge i Rastatt, tillsammans med bland andra Carlo Emilio Gadda och Bonaventura Tecchi, med vilka han under fångenskapen etablerade en livslång vänskap. Efter kriget avslutade han framgångsrikt sina studier och blev 1921 domare i Bedonia nära Parma. På fritiden ägnade han sig åt fotboll, först som spelare och sedermera som ledare, i Parma FC. Det hemmaställ laget fortfarande använder, med ett stort svart kors på vit tröja, designades av Betti tillsammans med Torquato Rossini. Betti flyttade från Parma till Rom 1931 och slutade samtidigt med att vara aktiv inom fotbollen. Medan han arbetade på det italienska justitieministeriet ägnade han i stället mycket tid åt sitt författarskap och tillbringade långa perioder på ministeriets bibliotek. Många av hans dramer tillkom där under den fascistiska eran, de mest kända under 1940-talet. Han lyckades 1944 bli utnämnd till ministeriets bibliotekarie och fick därmed som chef full kontroll över det som i praktiken var hans verkliga arbetsplats.
Betti använde sig i sina dramer ofta av rättsfall som ett sätt att konkretisera sina centrala teman som handlar om omöjligheten i att tydligt separera gott från ont och att utdela rättvisa i juridisk mening effektivt och på sådant sätt att det också uppfattas som rättvist i en mer allmän betydelse. I sitt mest kända drama, Corruzione al Palazzo di giustizia (1944), skildrar han en jurists utredning av en möjlig korruptionshärva inom det statliga rättssystemet, inledningsvis riktad mot några domare med kopplingar till fascismen. Utredarens undersökning uppdagar successivt en allt större krets av misstänkta och leder honom slutligen till slutsatsen att alla i systemet är mer eller mindre korrupta, inklusive han själv.